# Encephalartos altensteinii
Az Encephalartos altensteinii a cikászok (Cycadopsida) osztályának cikászok (Cycadales) rendjébe, ezen belül a bunkóspálmafélék (Zamiaceae) családjába tartozó faj.

## Neve
Ez a növény a fajnevét Karl vom Stein zum Altensteinról kapta, aki a 19. században Németország kancellárja és a tudományok támogatója volt.

## Előfordulása
Az Encephalartos altensteinii a Dél-afrikai Köztársaság egyik endemikus növényfaja.
Sebezhető fajnak számít mivel az élőhelyének az elvesztése, a hagyományos orvoslás, valamint a gyűjtögetők veszélyeztetik.

## Megjelenése
Akár 7 méter magasra is megnőhet; a fajon belül vannak szétágazó és egytörzsű példányok is. A szárnyalt levelei elérhetik a 3 méteres hosszúságot; lehetnek egyenesek vagy hátrahajlók. 2-5 szaporítószerve lehet; ezek 50 centiméteresek és zöldessárga színűek; az ember számára mérgezőek. A magvai skarlátvörösek és 4 centiméteresek.

## Életmódja
Az Encephalartos altensteinii a partok mentét, sziklás helyeket, az örökzöld erdőket és a folyópartokat választja élőhelyéül.

## Képek

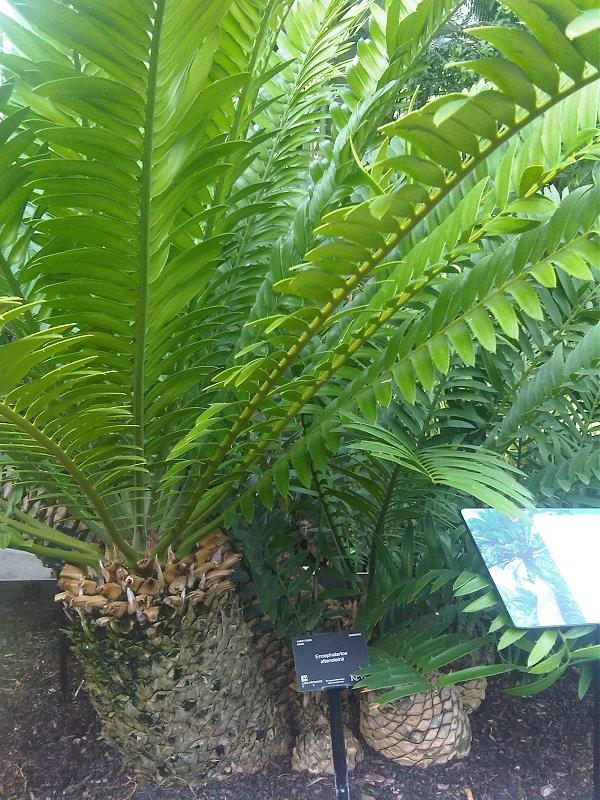
A növény
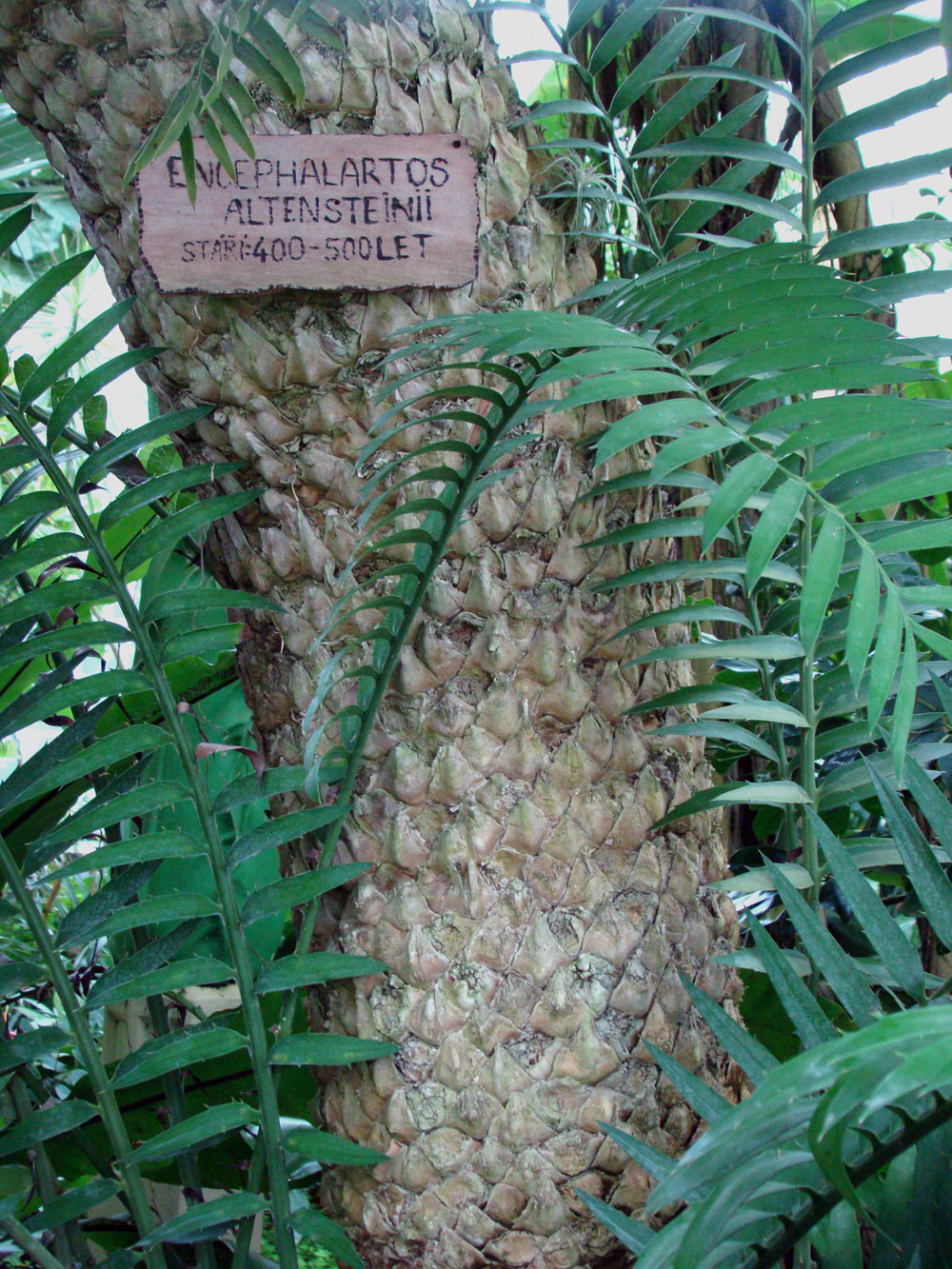
A törzse
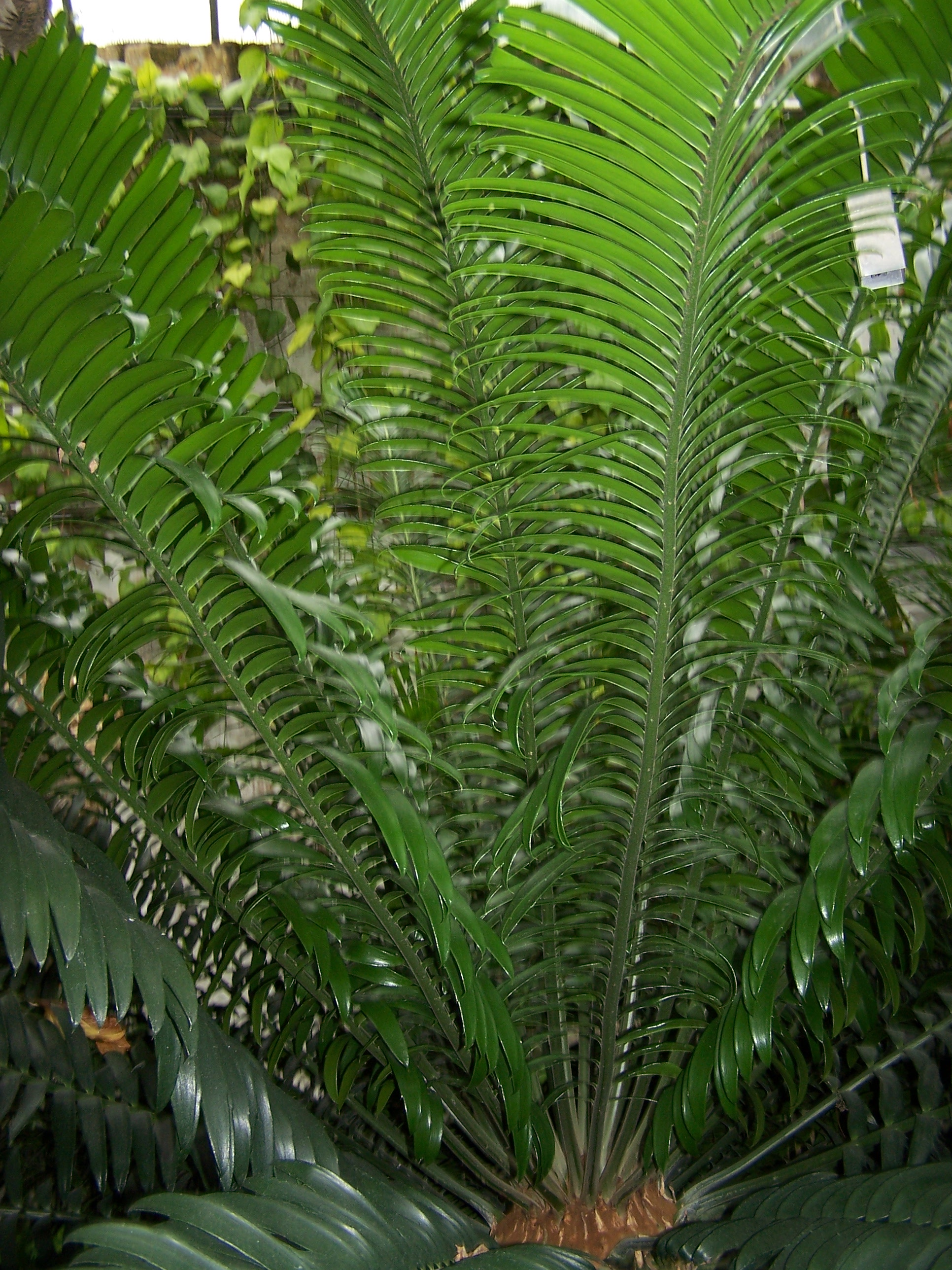
A levelei
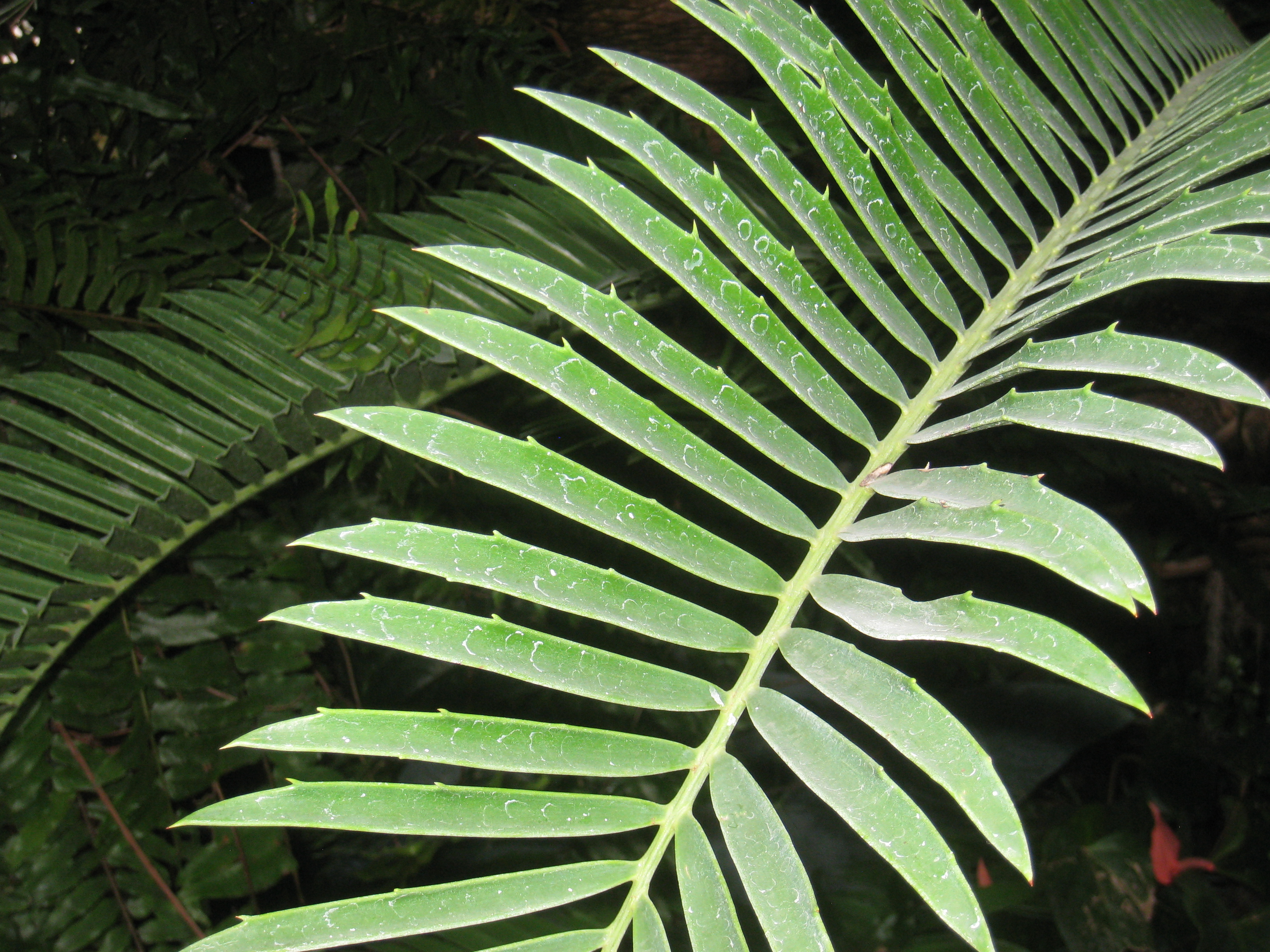
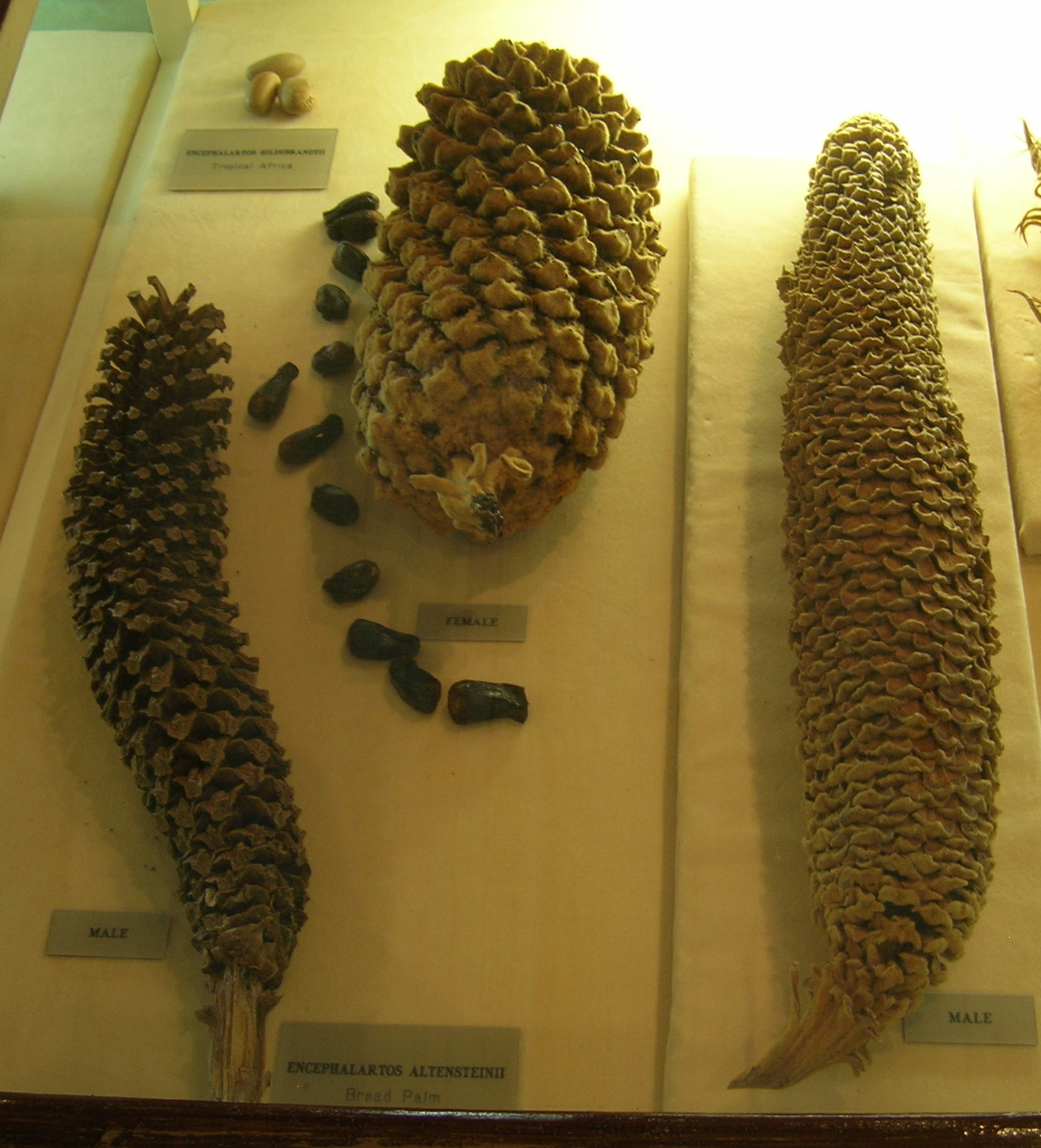
A szaporítószervei
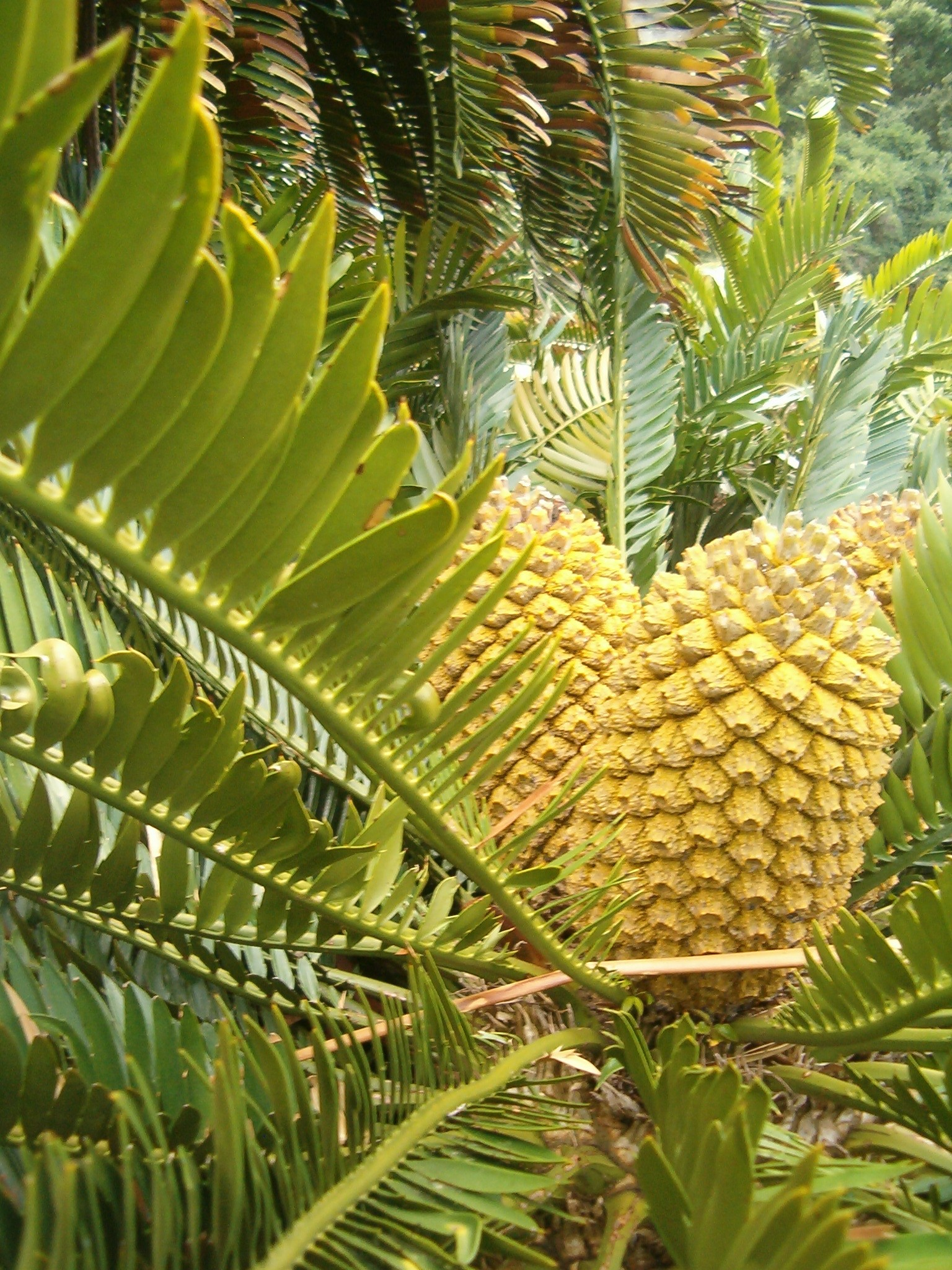
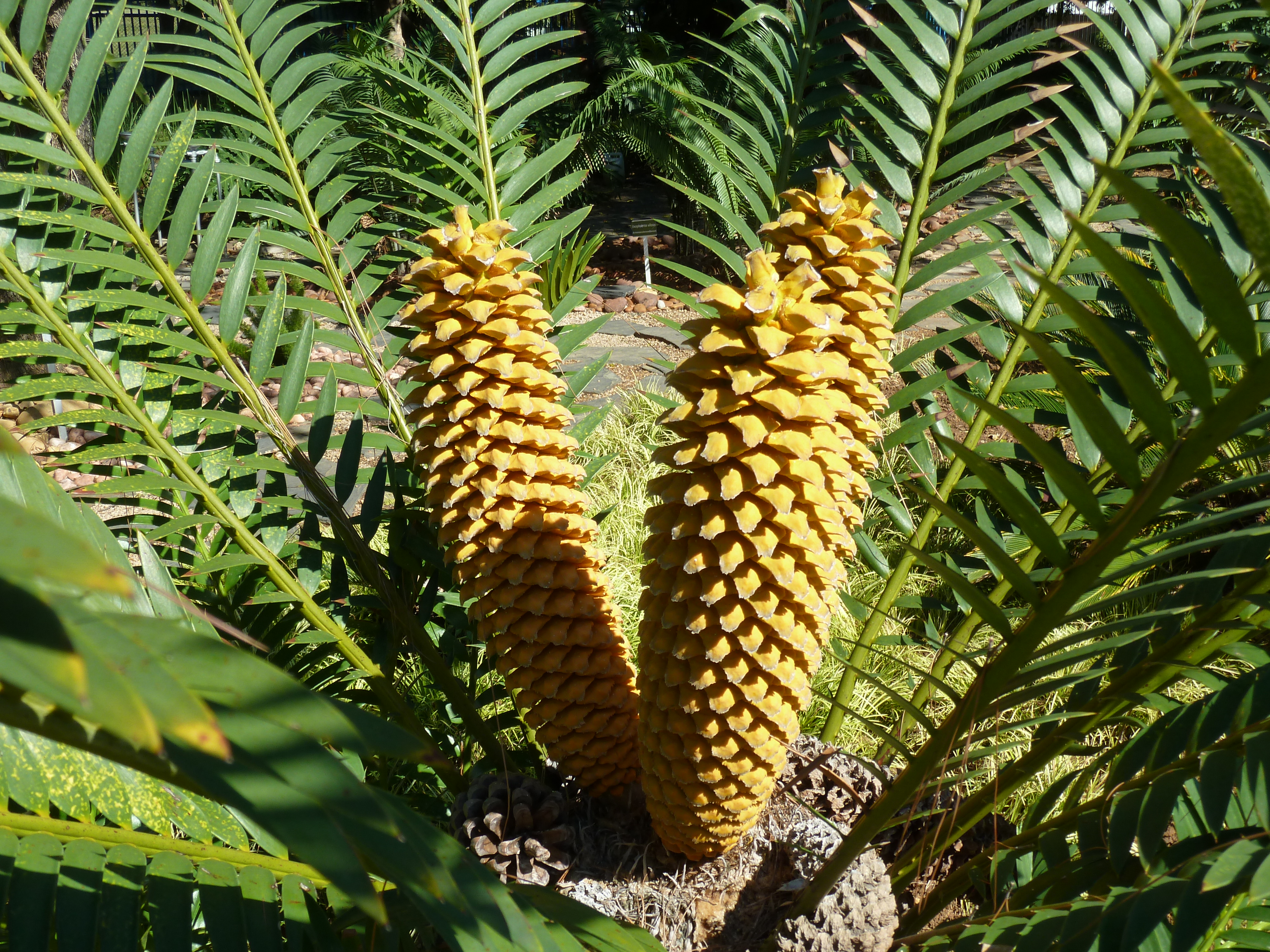

### Fordítás
- Ez a szócikk részben vagy egészben  az   Encephalartos altensteinii című angol Wikipédia-szócikk ezen változatának fordításán alapul.  Az eredeti cikk szerkesztőit annak laptörténete sorolja fel. Ez a jelzés csupán a megfogalmazás eredetét és a szerzői jogokat jelzi, nem szolgál a cikkben szereplő információk forrásmegjelöléseként.